# Équipe du Bénin de football à la Coupe d'Afrique des nations 2010
Cet article relate le parcours de l'équipe du Bénin lors de la Coupe d'Afrique des nations 2010 organisée en Angola du 10 janvier 2010 au 31 janvier 2010.

## Effectif
Liste des 23 donnée le 2 janvier 2010. Statistiques arrêtées le 23 décembre 2009.
| Numéro / Nom       | Numéro / Nom             | Équipe actuelle                     | Sél.            | Date de naissance | J.              | But inscrit     | Averti          | Averti · Carton rouge | Carton rouge    |
| Gardiens de but    | Gardiens de but          | Gardiens de but                     | Gardiens de but | Gardiens de but   | Gardiens de but | Gardiens de but | Gardiens de but | Gardiens de but       | Gardiens de but |
| ------------------ | ------------------------ | ----------------------------------- | --------------- | ----------------- | --------------- | --------------- | --------------- | --------------------- | --------------- |
| 1                  | Yoann Djidonou           | FC Libourne-Saint-Seurin            | 16 (0)          | 17 mai 1986       | 3               |                 |                 |                       |                 |
| 16                 | Rachad Chitou            | Wikki Tourists                      | 26 (1)          | 18 septembre 1976 | 1               |                 |                 |                       |                 |
| 22                 | Valere Amoussou          | AS Porto-Novo                       | 1 (0)           | 13 mars 1987      | 0               |                 |                 |                       |                 |
| Défenseurs         |                          |                                     |                 |                   |                 |                 |                 |                       |                 |
| 3                  | Khaled Adenon            | SC Bastia                           | 25 (1)          | 28 juillet 1985   | 3               |                 | 2               |                       |                 |
| 21                 | Mouftaou Adoun           | ASPAC Cotonou                       | 2 (0)           | 10 avril 1991     |                 |                 |                 |                       |                 |
| 5                  | Koffi Damien Chrysostome | Denizlispor                         | 43 (0)          | 24 mai 1982       | 3               |                 |                 |                       |                 |
| 23                 | Emmanuel Imorou          | FC Gueugnon                         | 0 (0)           | 16 septembre 1988 | 2               |                 |                 |                       |                 |
| 6                  | Reda Johnson             | Plymouth Argyle FC                  | 3 (0)           | 21 mars 1988      |                 |                 |                 |                       |                 |
| 2                  | Junior Salomon           | ASPAC Cotonou                       | 0 (0)           | 8 avril 1986      |                 |                 |                 |                       |                 |
| 12                 | Félicien Singbo          | Lokomotiv Plovdiv                   | 15 (0)          | 25 octobre 1980   | 3               |                 |                 |                       |                 |
| Milieux de terrain |                          |                                     |                 |                   |                 |                 |                 |                       |                 |
| 7                  | Romuald Boco             | Sligo Rovers                        | 35 (1)          | 8 juillet 1985    | 3               |                 | 1               |                       |                 |
| 15                 | Gérard Adanhoumé         | FC Soleil                           | 0 (0)           | 26 novembre 1986  |                 |                 |                 |                       |                 |
| 19                 | Jocelyn Ahoueya          | FC Sion                             | 42 (2)          | 19 décembre 1985  | 2               |                 |                 |                       |                 |
| 4                  | Djiman Koukou            | Évian Thonon Gaillard Football Club | 9 (1)           | 14 novembre 1990  | 3               |                 |                 |                       |                 |
| 18                 | Séïdath Tchomogo         | East Riffa                          | 34 (3)          | 13 août 1985      | 3               |                 |                 |                       |                 |
| 13                 | Jean Louis Pascal Angan  | Wydad de Casablanca                 | 4 (0)           | 19 avril 1986     | 1               |                 |                 |                       |                 |
| 10                 | Nouhoum Kobéna           | Al Medina Tripoli                   | 11 (0)          | 1er juin 1985     | 2               |                 |                 |                       |                 |
| 11                 | Mouri Ogunbiyi           | En Avant de Guingamp                | 32 (6)          | 10 octobre 1982   | 3               |                 |                 |                       |                 |
| 20                 | Arnaud Séka              | AS Tonnerre de Bohicon              | 0 (0)           | 30 octobre 1985   | 2               |                 | 1               |                       |                 |
| 17                 | Stéphane Sessègnon       | Sunderland AFC                      | 32 (4)          | 1er juin 1984     | 2               |                 | 2               |                       |                 |
| Attaquants         |                          |                                     |                 |                   |                 |                 |                 |                       |                 |
| 9                  | Mohamed Aoudou           | Évian Thonon Gaillard Football Club | 3 (2)           | 30 novembre 1989  | 1               |                 |                 |                       |                 |
| 8                  | Razak Omotoyossi         | FC Metz                             | 31 (15)         | 8 octobre 1985    | 3               | 1               | 1               |                       |                 |
| 14                 | Mickaël Poté             | OGC Nice                            | 10 (0)          | 24 septembre 1984 | 2               |                 |                 |                       |                 |
| Sélectionneur      |                          |                                     |                 |                   |                 |                 |                 |                       |                 |
|                    | Michel Dussuyer          |                                     |                 | 28 mai 1959       |                 |                 |                 |                       |                 |
| Réserve            |                          |                                     |                 |                   |                 |                 |                 |                       |                 |
|                    |                          |                                     |                 |                   |                 |                 |                 |                       |                 |
|                    |                          |                                     |                 |                   |                 |                 |                 |                       |                 |
|                    |                          |                                     |                 |                   |                 |                 |                 |                       |                 |
|                    |                          |                                     |                 |                   |                 |                 |                 |                       |                 |
| Blessé             |                          |                                     |                 |                   |                 |                 |                 |                       |                 |
| A                  | Jonathan Tinhan          | Grenoble Foot 38                    | 0 (0)           | 1er juin 1989     |                 |                 |                 |                       |                 |

## Qualifications

### 2eTour

#### Groupe 3
| Rang | Équipe  | Pts | J | G | N | P | Bp | Bc | Diff |  | Résultats (▼ dom., ► ext.) |     |     |     |     |
| ---- | ------- | --- | - | - | - | - | -- | -- | ---- |  | -------------------------- | --- | --- | --- | --- |
| 1    | Bénin   | 12  | 6 | 4 | 0 | 2 | 12 | 8  | +4   |  | Bénin                      |     | 3-2 | 4-1 | 2-0 |
| 2    | Angola  | 10  | 6 | 3 | 1 | 2 | 11 | 8  | +3   |  | Angola                     | 3-0 |     | 0-0 | 3-1 |
| 3    | Ouganda | 10  | 6 | 3 | 1 | 2 | 8  | 9  | -1   |  | Ouganda                    | 2-1 | 3-1 |     | 1-0 |
| 4    | Niger   | 3   | 6 | 1 | 0 | 5 | 5  | 11 | -6   |  | Niger                      | 0-2 | 1-2 | 3-1 |     |

### 3eTour

#### Groupe D
| Rang | Équipe | Pts | J | G | N | P | Bp | Bc | Diff |  | Résultats (▼ dom., ► ext.) |     |     |     |     |
| ---- | ------ | --- | - | - | - | - | -- | -- | ---- |  | -------------------------- | --- | --- | --- | --- |
| 1    | Ghana  | 13  | 6 | 4 | 1 | 1 | 9  | 3  | +6   |  | Ghana                      |     | 2-2 | 1-0 | 2-0 |
| 2    | Bénin  | 10  | 6 | 3 | 1 | 2 | 6  | 6  | 0    |  | Mali                       | 0-2 |     | 3-1 | 1-0 |
| 3    | Mali   | 9   | 6 | 2 | 3 | 1 | 8  | 7  | +1   |  | Bénin                      | 1-0 | 1-1 |     | 1-0 |
| 4    | Soudan | 1   | 6 | 0 | 1 | 5 | 2  | 9  | -7   |  | Soudan                     | 0-2 | 1-1 | 1-2 |     |

- Le Ghana est qualifié pour la Coupe du monde 2010 et pour la CAN 2010.
- Le Mali et le Bénin sont qualifiés pour la CAN 2010.

## Matchs

### 1ertour

#### Groupe C
| Rang | Équipe     | Pts | J | G | N | P | Bp | Bc | Diff |  | Résultats (▼ dom., ► ext.) |  |     |     |     |
| ---- | ---------- | --- | - | - | - | - | -- | -- | ---- |  | -------------------------- |  | --- | --- | --- |
| 1    | Égypte     | 9   | 3 | 3 | 0 | 0 | 7  | 1  | +6   |  | Égypte                     |  | 3-1 | 2-0 | 2-0 |
| 2    | Nigeria    | 6   | 3 | 2 | 0 | 1 | 5  | 3  | +2   |  | Nigeria                    |  |     | 1-0 | 3-0 |
| 3    | Bénin      | 1   | 3 | 0 | 1 | 2 | 2  | 5  | -3   |  | Bénin                      |  |     |     | 2-2 |
| 4    | Mozambique | 1   | 3 | 0 | 1 | 2 | 2  | 7  | -5   |  | Mozambique                 |  |     |     |     |

| 12 janvier 2010 | Mozambique          | 2-2 | Bénin                       | Complexo da Sr. da Graça, Benguela                   |                                                      |
| 19:30 UTC+1     | Lobo 29e · Fumo 54e |     | Omotoyossi · Khan 20e (csc) | Spectateurs : 15 000 Arbitrage : Khalid Abdel Rahman | Spectateurs : 15 000 Arbitrage : Khalid Abdel Rahman |
| 19:30 UTC+1     | Rapport             |     |                             | Spectateurs : 15 000 Arbitrage : Khalid Abdel Rahman | Spectateurs : 15 000 Arbitrage : Khalid Abdel Rahman |

| 16 janvier 2010 | Nigeria   | 1-0 | Bénin | Complexo da Sr. da Graça, Benguela                         |                                                            |
| 17:00 UTC+1     | Aiyegbeni |     |       | Spectateurs : 8 000 Arbitrage : Helder Martins de Carvalho | Spectateurs : 8 000 Arbitrage : Helder Martins de Carvalho |
| 17:00 UTC+1     | Rapport   |     |       | Spectateurs : 8 000 Arbitrage : Helder Martins de Carvalho | Spectateurs : 8 000 Arbitrage : Helder Martins de Carvalho |

| 20 janvier 2010 | Égypte                       | 2-0 | Bénin | Complexo da Sr. da Graça, Benguela              |                                                 |
| 17:00 UTC+1     | al-Muhammadi 7e · Moteab 23e |     |       | Spectateurs : 12 500 Arbitrage : Daniel Bennett | Spectateurs : 12 500 Arbitrage : Daniel Bennett |
| 17:00 UTC+1     | Rapport                      |     |       | Spectateurs : 12 500 Arbitrage : Daniel Bennett | Spectateurs : 12 500 Arbitrage : Daniel Bennett |